# 象山影視城

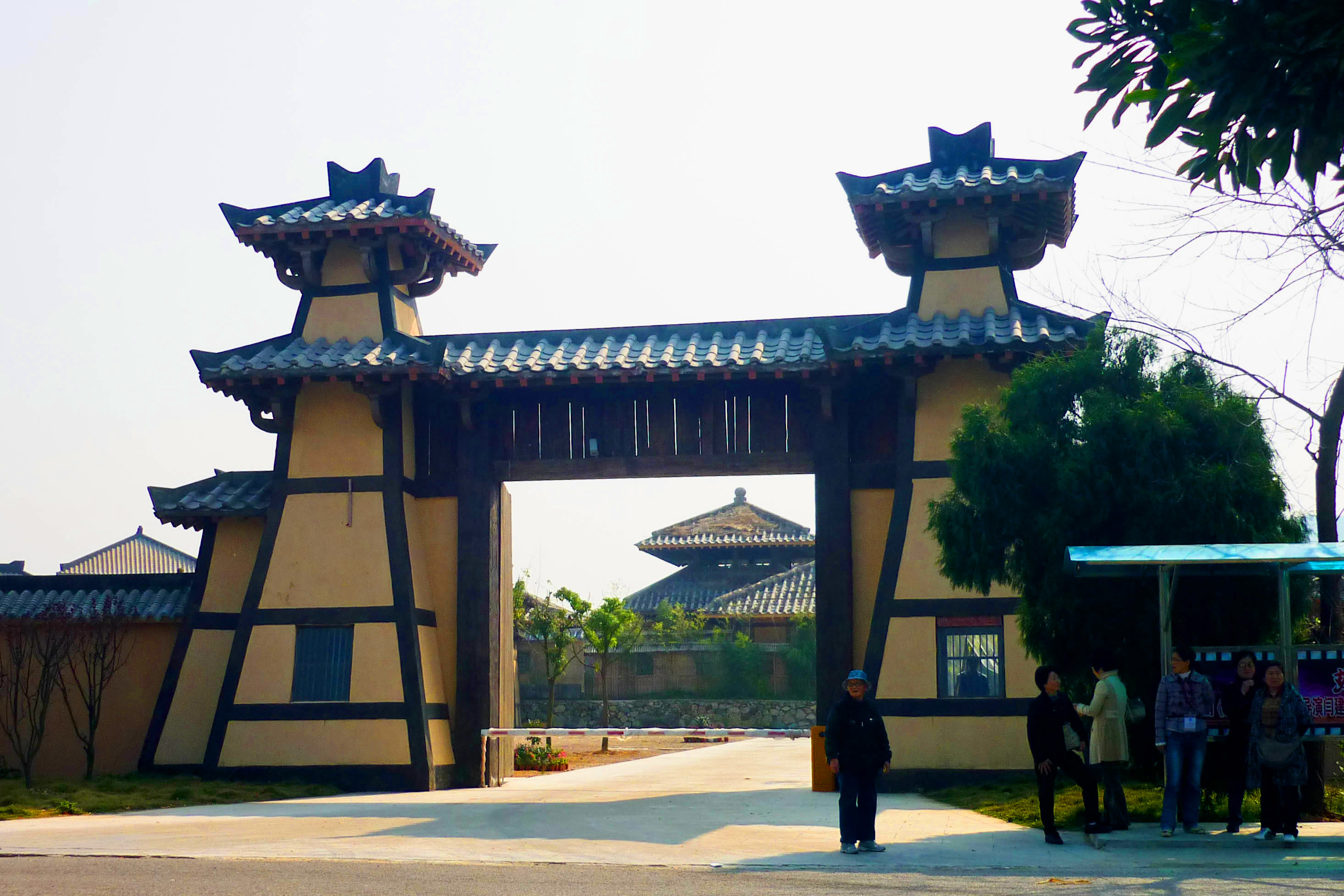
象山影視城

象山影視城（原語・象山影视城（シアンシャン・インシーチェン)、日本語読み・ぞうざんえいしじょう）は、中華人民共和国浙江省寧波市象山県にある映画村。テレビや映画の撮影地として建設され、主に歴史時代劇に適した中国の街並みや建造物のセットが組まれている。撮影のほか、一般向けの観光地としても公開されている。

## 概要
広さは784,000平方メートル。2003年にテレビドラマ『神雕侠侶』のセットとして造成され、2005年より一般公開された。その後、春秋戦国時代区域、中華民国区域、唐王朝区域などが増設された。「十大影視城」と呼ばれる中国の巨大映画スタジオ10傑のひとつ。

## 映画
- 運命の子　2001年
- ミラクル7号　2008年
- 項羽と劉邦 鴻門の会　2012年
- エア・ストライク　2018年
- キングダム　2019年（日本映画）

## テレビドラマ
- 楊家将伝記 兄弟たちの乱世　2006年
- 蘭陵王 (テレビドラマ)　2013年
- 琅琊榜 〜麒麟の才子、風雲起こす〜　2015年
- ミーユエ 王朝を照らす月　2015年
- 神鵰侠侶 (2006年のテレビドラマ)
- 秀麗伝〜美しき賢后と帝の紡ぐ愛〜　2016年
- 射鵰英雄伝 レジェンド・オブ・ヒーロー　2017年
- 長安二十四時　2019年

## その他
- アナザースカイII　日本テレビ系で2019年4月26日に放映。上記の映画「キングダム」主演の山﨑賢人がロケ現場の象山影視城の内部を紹介した。